# Palosaari (ö i Finland, Birkaland, Övre Birkaland, lat 62,04, long 24,29)
Palosaari är en ö i Finland. Den ligger i sjön Ruovesi och i kommunen Mänttä-Filpula i den ekonomiska regionen  Övre Birkalands ekonomiska region  och landskapet Birkaland, i den södra delen av landet, 210 km norr om huvudstaden Helsingfors. Öns area är 8,1 hektar och dess största längd är 410 meter i sydöst-nordvästlig riktning.